# 国民立法议会
國民立法議會（法語：Assemblée législative）是1791年10月1日至1792年9月，法蘭西大革命期間法蘭西王國的立法機構。其前承接國民制憲議會，其後繼聯國民公會。

## 歷史

### 背景
1791年9月30日，國民制憲議會自行解散。羅伯斯庇爾提出的自我否定條例 ，所有制憲議會成員不能參選後繼的立法議會。 它的後續機構，國民立法議會，依據自由主義的法蘭西1791年憲法運作，一直持續到國民公會在1792年9月20日成立，之前一個月，暴民在8月10日攻入杜樂麗宮廢除了君主制。
立法議會意識形態區別為左派和右派 政治光譜至今仍在普遍的使用。選出746名議會代表。

## 選舉
1791年的選舉是按人口普查 參政權實施的，帶入立法機關進一步開展革命的期望。在立法機關顯眼的是雅各賓俱樂部及其所屬的社團遍佈整個法蘭西。
1791年10月1日，立法議會第一次集會。它由大多來自中產階級的745委員組成。 因為沒有上一屆議員，委員們普遍很年輕，他們大多缺乏國家的政治經驗。 他們往往是通過在地方政治生涯的成功，而使他們的名字為人所知。
立法議會內的包括右派“斐揚俱樂部”大約有260位，其主要領導人，為拉法耶特和安托萬·巴納夫，他們無資格連選連任，因而在立法議會外。他們是堅定的君主立憲黨人，他們堅定的捍衛國王對抗民粹風潮。
左派是“雅各賓俱樂部”有136位委員，那時還包括後來被稱為吉倫特派和科德利埃俱樂部成員。其最著名的領袖雅克·皮埃爾·布里索，哲學家馬奎斯·孔多塞，和皮埃尔·维克蒂尼安·韦尼奥。左派激進意識來自於啟蒙發展的趨勢，認為“外逃流亡”貴族是叛徒，並支持反教權。他們不信任路易十六，他們中的一些傾向啟動全歐的戰爭，既要傳播自由和平等的新理念，並同時測試國王的忠誠。
議會剩餘的345位代表，屬於沒有明確的政黨傾向。他們被稱為“沼澤派” (Le Marais)或“平原派” (La Plaine)。他們致力於革命的理想，因此通常有些左傾，但偶爾也會支持右派的提議。
國王的大臣們，由擁有行政權的國王任命，立法議會是排除在外的，被描述1911年大英百科全書稱為“大多數的代表只有一點痕跡。”

## 組成
“對於國民立法議會相關程序活動的詳細描述，請參閱路易十六和國民立法議會”。
1791年8月27日，皮爾尼茨宣言法蘭西已經受到鄰國攻擊的威脅。國王路易十六贊成戰爭，希望利用軍事上的失敗恢復他的絕對權力; 立法議會傾向經由戰爭傳播革命的理念。在1792年4月，導致第一場的法蘭西大革命戰爭。
國王運用他的實體行政權，否決了許多立法議會的法案，如：
- 1791年11月8日，立法議會通過宣稱將對“外逃流亡”貴族陰謀罪提起公訴，但國王路易否決這個法案。
- 1791年11月29日：立法議會頒布法令實施教士的公民組織法，每個聖職人員在八天內，拒絕公民宣誓效忠，將失去他的退休金，如果引發任何紛擾，他將被驅逐出境。國王路易以良心的理由否決了這個法令。

路易十六組成了一系列的密議室，有時轉向極左的吉倫特派。然而，1792年夏天，陷於戰爭和內亂之中，清況已經很清楚，有行政權的君主和現在主導立法議會的雅各賓派未能達成任何的調節。 1792年7月11日，立法議會正式宣佈，因為嚴峻的軍事形勢，國家處於危險中。
1792年8月9日，一個新的革命
巴黎公社佔領了巴黎市政廳，和早期的8月10日上午，武裝分子襲擊攻入杜樂麗宮，那裡是王室居所。 國王路易和他的家人尋求立法議會的庇護。
懷疑與敵人情報機構往來，立法議會剝奪了國王路易，他所有的王室功能和特權。 國王和他的家人，隨後囚禁聖殿塔。 1792年8月10日，正式通過一項決議，經由普選產生，召集新的國民公會。
許多曾在國民制憲議會及更多的立法議會代表，都再次當選。 1792年9月20日，國民公會第一次集會，組成法蘭西新政府。

## 改革
1792年2月15日，奥诺雷·米雷尔對立法委員會提交報告，提出關於婚姻改革的一系列建議，其中包括公民身份註冊，取代由神職人員保管登記簿，並允許較年輕人的結婚。

## 政治團體
立法議會是由兩個對立的團體推動。第一群是保守資產階級成員，第三等級富裕的中產階級，贊同君主立憲制，斐揚俱樂部為代表，認為革命的目標已經達成。
另一群是民主派，對他們來說，國王不可能再被信任，以雅各賓俱樂部新成員為代表 聲稱，更多的革命措施是必要的。

## 主席
政黨
  獨立候選人

  斐揚俱樂部

  雅各賓俱樂部
| N° | N° | 畫像 | 姓名 (出生–死亡)                                    | 任期           | 任期           | 政黨         | 省             | 議會 (選舉) |
| -- | -- | ---- | --------------------------------------------------- | -------------- | -------------- | ------------ | -------------- | ----------- |
|    | 1  |      | 克洛德-埃马纽埃尔·德·巴斯托雷 (1755–1840年)         | 1791年10月3日  | 1791年10月30日 | 斐揚俱樂部   | 塞納省         | I (1791)    |
|    | 2  |      | 皮埃尔·维克蒂尼安·韦尼奥 (1753–1793年)              | 1791年10月30日 | 1791年11月15日 | 雅各賓俱樂部 | 吉倫特省       | I (1791)    |
|    | 3  |      | 文森特-瑪麗·維耶諾 (1756–1845年)                    | 1791年11月15日 | 1791年11月28日 | 斐揚俱樂部   | 塞納-馬恩省    | I (1791)    |
|    | 4  |      | 贝尔纳·热尔曼·德·拉塞佩德 (1756–1825年)             | 1791年11月28日 | 1791年12月10日 | 斐揚俱樂部   | 塞納省         | I (1791)    |
|    | 5  |      | 皮埃尔-爱德华·莱蒙泰 (1762–1826年)                  | 1791年12月10日 | 1791年12月26日 | 斐揚俱樂部   | 羅訥省         | I (1791)    |
|    | 6  |      | 弗朗索瓦·德·納沙托 (1750–1828年)                    | 1791年12月26日 | 1792年1月22日  | 雅各賓俱樂部 | 佛日省         | I (1791)    |
|    | 7  |      | 马格里特-埃利·加代 (1758–1794年)                    | 1792年1月22日  | 1792年2月7日   | 雅各賓俱樂部 | 吉倫特省       | I (1791)    |
|    | 8  |      | 马里·让·安托万·尼古拉·德·卡里塔 (1743–1794年)       | 1792年2月7日   | 1792年2月19日  | 雅各賓俱樂部 | 塞納省         | I (1791)    |
|    | 9  |      | 马蒂厄·迪马 (1753–1837年)                           | 1792年2月19日  | 1792年3月4日   | 斐揚俱樂部   | 塞納-瓦茲省    | I (1791)    |
|    | 10 |      | 路易-贝尔纳·吉东·德·莫尔沃 (1737–1816年)            | 1792年3月4日   | 1792年3月19日  | 雅各賓俱樂部 | 科多爾省       | I (1791)    |
|    | 11 |      | 阿尔芒·让索内 (1758–1793年)                         | 1792年3月19日  | 1792年4月15日  | 雅各賓俱樂部 | 吉倫特省       | I (1791)    |
|    | 12 |      | 费利克斯·朱利安·让·比戈·德·普雷阿默纳 (1747–1825年) | 1792年4月15日  | 1792年4月29日  | 斐揚俱樂部   | 伊勒-維萊訥省  | I (1791)    |
|    | 13 |      | 让-吉拉尔·拉屈埃 (1752–1841年)                      | 1792年4月29日  | 1792年5月13日  | 斐揚俱樂部   | 洛特-加龍省    | I (1791)    |
|    | 14 |      | 奥诺雷·米雷尔 (1750–1837年)                         | 1792年5月13日  | 1792年5月27日  | 斐揚俱樂部   | 瓦爾省         | I (1791)    |
|    | 15 |      | 弗朗索瓦-亚历山大·塔尔迪沃 (1761–1833年)            | 1792年5月27日  | 1792年6月10日  | 斐揚俱樂部   | 伊勒-維萊訥省  | I (1791)    |
|    | 16 |      | 弗朗索瓦-亚历山大·塔尔迪沃 (1756–1836年)            | 1792年6月10日  | 1792年6月24日  | 獨立候選人   | 大西洋羅亞爾省 | I (1791)    |
|    | 17 |      | 路易·斯坦尼斯拉斯·德·吉拉尔丹 (1762–1827年)         | 1792年6月24日  | 1792年7月8日   | 雅各賓俱樂部 | 瓦茲省         | I (1791)    |
|    | 18 |      | 让-巴蒂斯特·阿尼巴尔·奥贝尔·迪巴耶 (1759–1797年)    | 1792年7月8日   | 1792年7月22日  | 斐揚俱樂部   | 伊澤爾省       | I (1791)    |
|    | 19 |      | 安德烈-达尼埃尔·拉丰·德·拉德巴 (1746–1829年)        | 1792年7月22日  | 1792年8月7日   | 斐揚俱樂部   | 吉倫特省       | I (1791)    |
|    | 20 |      | 讓-弗朗索瓦·奧諾雷 (1761–1830年)                    | 1792年8月7日   | 1792年8月20日  | 雅各賓俱樂部 | 曼恩-羅亞爾省  | I (1791)    |
|    | 21 |      | 让-弗朗索瓦·德拉克鲁瓦 (1753–1794年)                | 1792年8月20日  | 1792年9月2日   | 雅各賓俱樂部 | 厄尔-卢瓦省    | I (1791)    |
|    | 22 |      | 马里-让·埃罗·德·塞谢勒 (1759–1794年)                | 1792年9月2日   | 1792年9月16日  | 雅各賓俱樂部 | 塞納省         | I (1791)    |
|    | 23 |      | 皮埃爾-約瑟夫·康邦 (1756–1820年)                    | 1792年9月16日  | 1792年9月16日  | 雅各賓俱樂部 | 埃羅省         | I (1791)    |